# Armentia
Armentia egyike a spanyolországi Vitoria-Gasteizhez kapcsolódó falvaknak. Neve a latin armentum szóból ered, amely intenzív gazdálkodást jelent. A község jól ismert 1998-ban kialakított, 161 hektáros parkjáról. A falu északi határát az Ariznavarra negyed alkotja.

## A falu
Armentia egykor spanyol falu volt Álavában, Baszkföldön, a város terjeszkedése következtében jelenleg Vitoria-Gasteiz negyede.

### Története

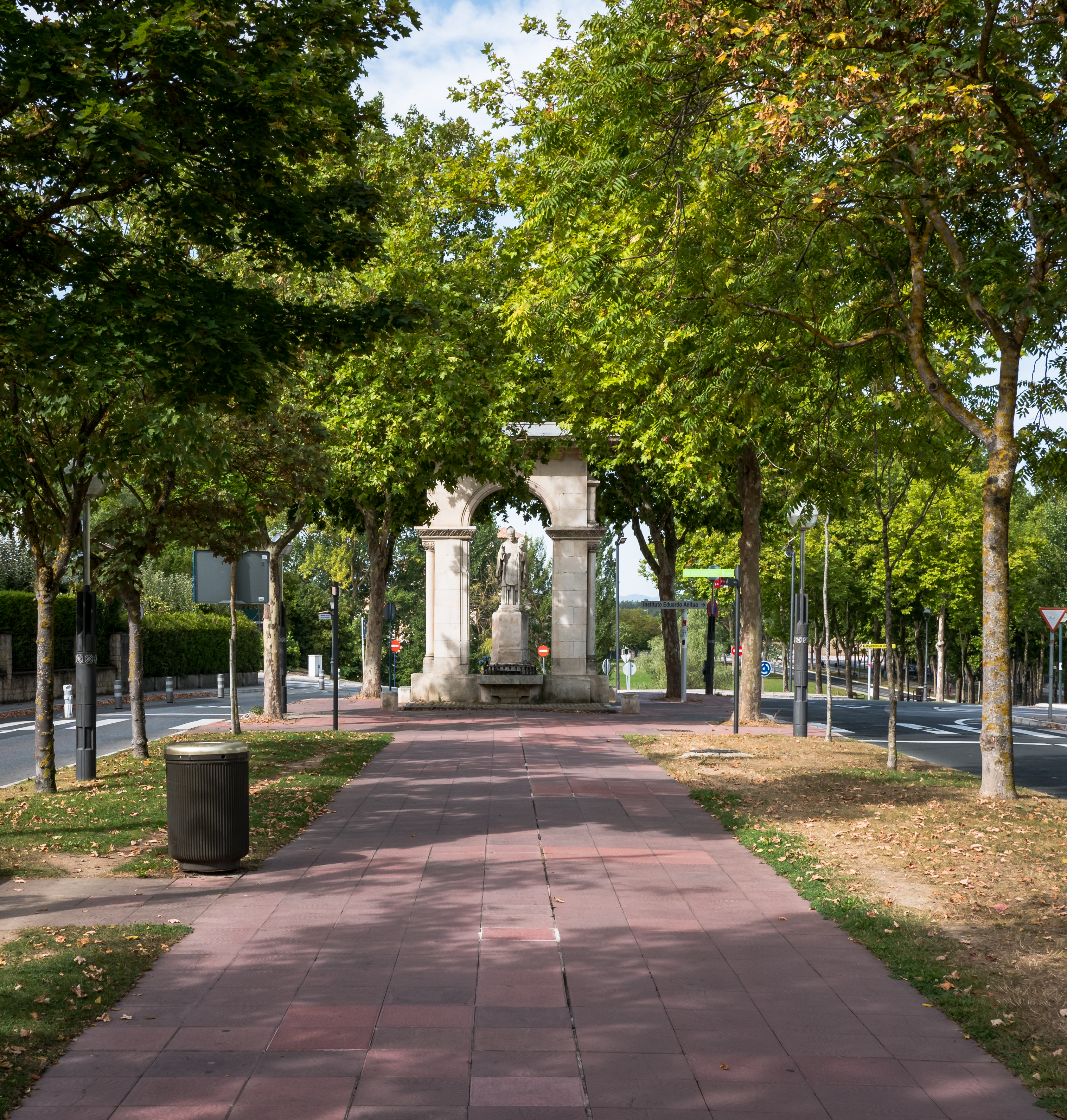
A San Prudencio-szobor

Armentia falu volt Álava legfontosabb vallási központja a késő középkorban, és mivel püspöki székhely volt, temploma Baszkföld első székesegyháza volt a 11. század végéig, amikor az Ibériai-félsziget déli részét muszlim erők uralták. Később a püspöki széket Calahorrába helyezték át. Most ez egy címzetes lásd. Armentia a római és a késő középkorban a kommunikációs hálózatok stratégiai pontja volt, és két fontos út kereszteződésében állt: a Szent Jakab-útnak Gometxa felé és a római útnak, amely a Mariturri-forrás mellett elhaladva Zuazo, majd onnan Lermanda, Margarita és Iruña felé vezetett.

#### A San Prudencio-bazilika

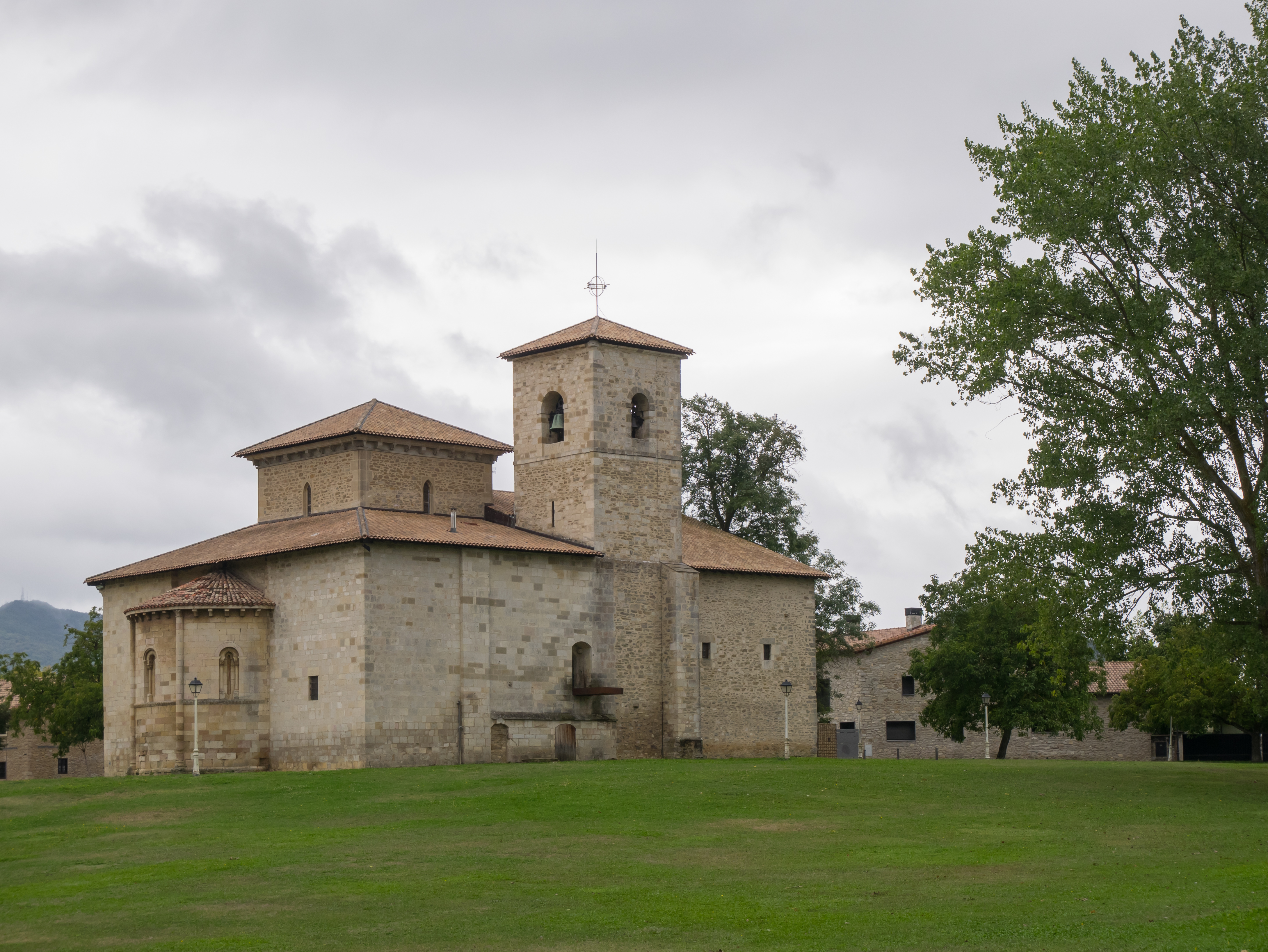
Az armentiai bazilika

Armentiában található a tartomány egyik legfontosabb román stílusú temploma, amely a 12. századból származik, ez a San Prudencio de Armentia-bazilika. A késő középkori utalások Álava legfontosabb szellemi központjaként írják le. A jelenlegi épület XII. századi román stílusú, latin kereszt alaprajzú, kereszthajóval és félköríves apszissal rendelkezik.

### Lakossága
| 2000 | 2001 | 2002 | 2003 | 2004 | 2005 | 2006 | 2007 |
| ---- | ---- | ---- | ---- | ---- | ---- | ---- | ---- |
| 215  | 221  | 222  | 217  | 225  | 222  | 213  | 227  |

## A park

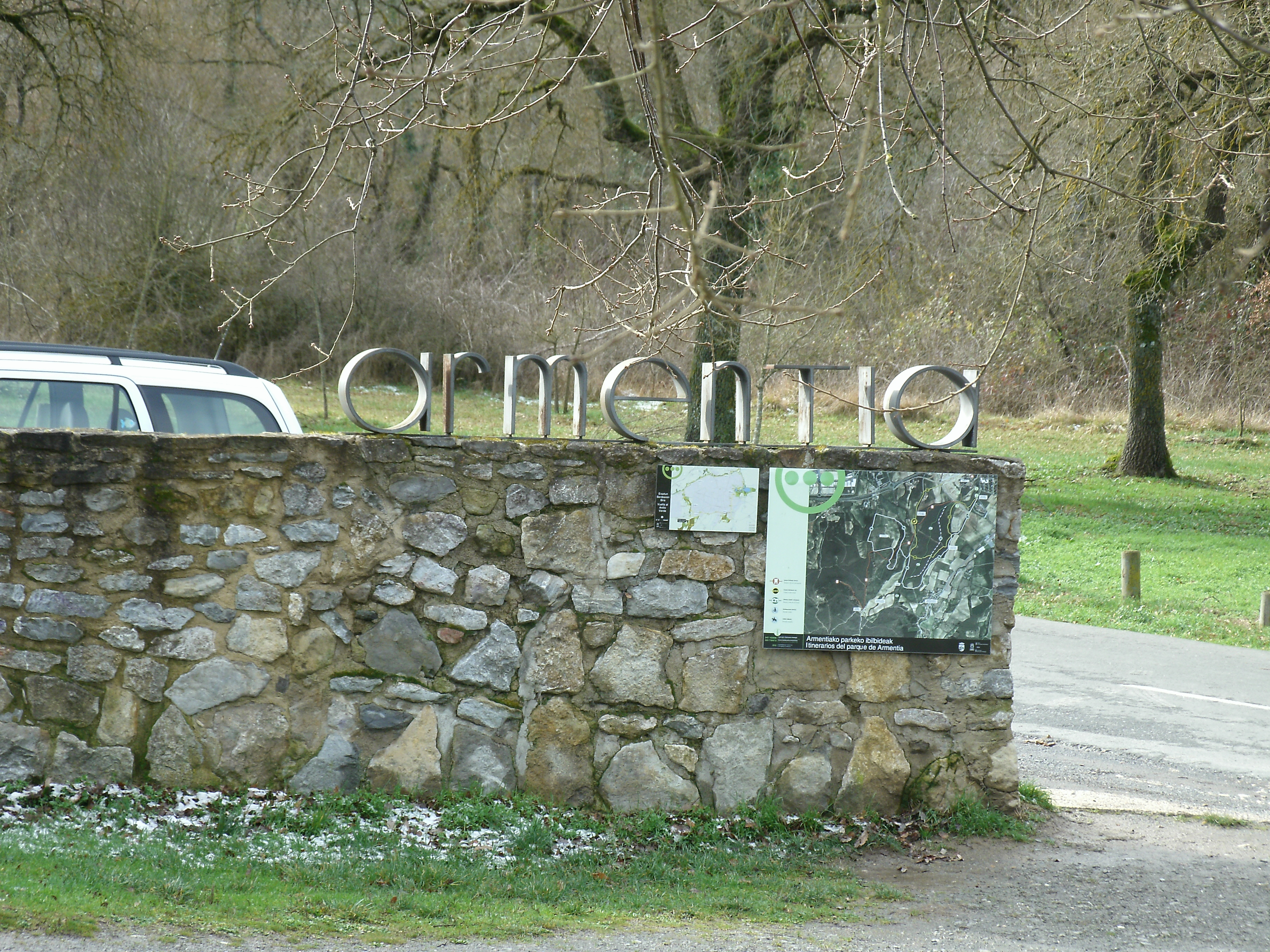
Az Armentia-park kapuja

Az Armentia-park, amely főként természetes ibériai tölgyből (Quercus faginea) áll, a város és a Vitoria-hegység között helyezkedik el, a fő hegyrendszer és Vitoria-Gasteiz település egyik legértékesebb természeti területe. Pontosan az elhelyezkedése az, ami az armentiai erdőt valódi biológiai folyosóvá alakítja az erdős területek, a zöldövezeti peremterületek és a városi ökoszisztéma között, és ez jelenti az Armentia-park fő értékét.

### Flóra és fauna
Az armentiai park fő jellemzője a kiterjedt természetes erdős terület (104 ha), amely a terület több mint 70%-át teszi ki. Armentia erdejének uralkodó faja az ibériai tölgy. A park 2000 óta a legkülönfélébb fafajták beültetésével bővült, 40 hektáros, korábban gazdálkodásra használt földterületen.
Az armentiai erdő számos különböző környezetet tartalmaz. Vannak vastag növényzetű területek, ahol az ibériai tölgyeken kívül juharok, galagonyák, kökények és szederbokrok találhatók, ezt követik a szórványos erdős területek, helyenként nagy tisztásokkal, amelyekben hanga, szirti fanyarka és boróka nő.
Az Artetxo ülősarkában az érett ibériai tölgyek számos kiemelkedő példánya található, amelyek különleges kandeláber-szerű formájúak, a tűzifa több éves vágása eredményeként. A hegygerinceken bükk, magyal és berkenye található, a parkon átfolyó kis patakok szélén pedig igen gyakori a juhar, a mogyoró és a kőris.
A parkban létező különböző környezetek gazdag és változatos faunának adnak otthont, beleértve a vaddisznókat, mókusokat, ragadozómadarakat és még körülbelül 30 fajta kismadarat is, mint például a pinty, a pelyva, a vörösbegy és a széncinege.
Az Armentia-park környezeti értéke abban rejlik, hogy egy ökológiai folyosó a zöld városi területek és a Vitoria-hegység között.

### Fejlemények
Az elmúlt két évtized tüzei és túlzott kizsákmányolása az armentiai erdőt rendkívül bizonytalan természetvédelmi állapotba sodorta. 1974-ben a föld tulajdonosa, Álava Tartományi Tanácsa megkezdte az ibériai tölgyfa feljavítását, és ezzel kezdeményezte az irtásterületeken egy botanikus park létrehozását, amely az őshonos fajokat más, egzotikusabb növényekkel és fákkal együtt tartalmazza. Ebből az időszakból származnak a juharok, a berkenyefák, a ciprusok és sok más faj.
Az 1990-es évek közepén a faállomány a degradáció egyértelmű jeleit mutatta, mint például a szemét felhalmozódása, a máglyák maradványai, a túlzott számú utak és pályák, valamint a számos erodált és elárasztott terület. A látogatók és különösen a járművek rendezetlen beáramlása jelentette a fő veszélyt a park megőrzése szempontjából. A természetes ibériai tölgyesben nagy számban voltak kisméretű, bokros, rosszul kialakított alapú fák, és kevés volt a jól kifejlett fa.
A Zöldövezetbe való bekerülést követően az első munka az ösvényhálózat átalakításából, a főbb vágányok javításából és a kisebbek lezárásából, valamint a gyalogosok, kerékpárosok és lovasok számára útvonalhálózat kialakításából állt. A leromlott állapotú területeket helyreállították, például felszámolták az illegális szeméttelepeket, az erodált területeket és folyópartokat. Emellett parkolókat alakítottak ki a park főbejáratánál, és két pihenő/ülőhelyet alakítottak ki.
A faállomány fenntartására irányuló munka kulcsfontosságú tényező volt és továbbra is az az Armentia-parkban látható egészséges természetvédelmi állapot helyreállításához.

## Galéria

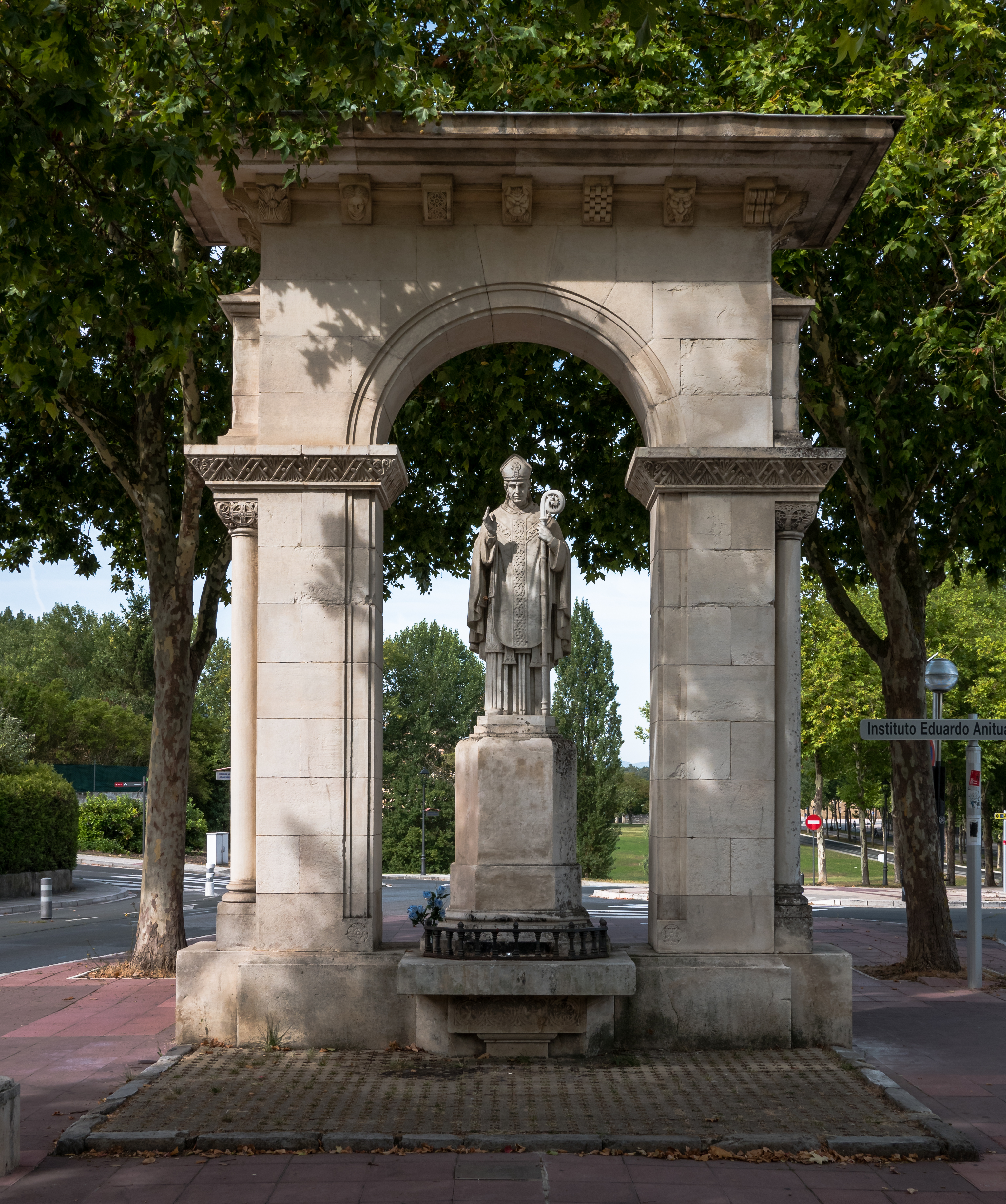
San Prudencio szobra
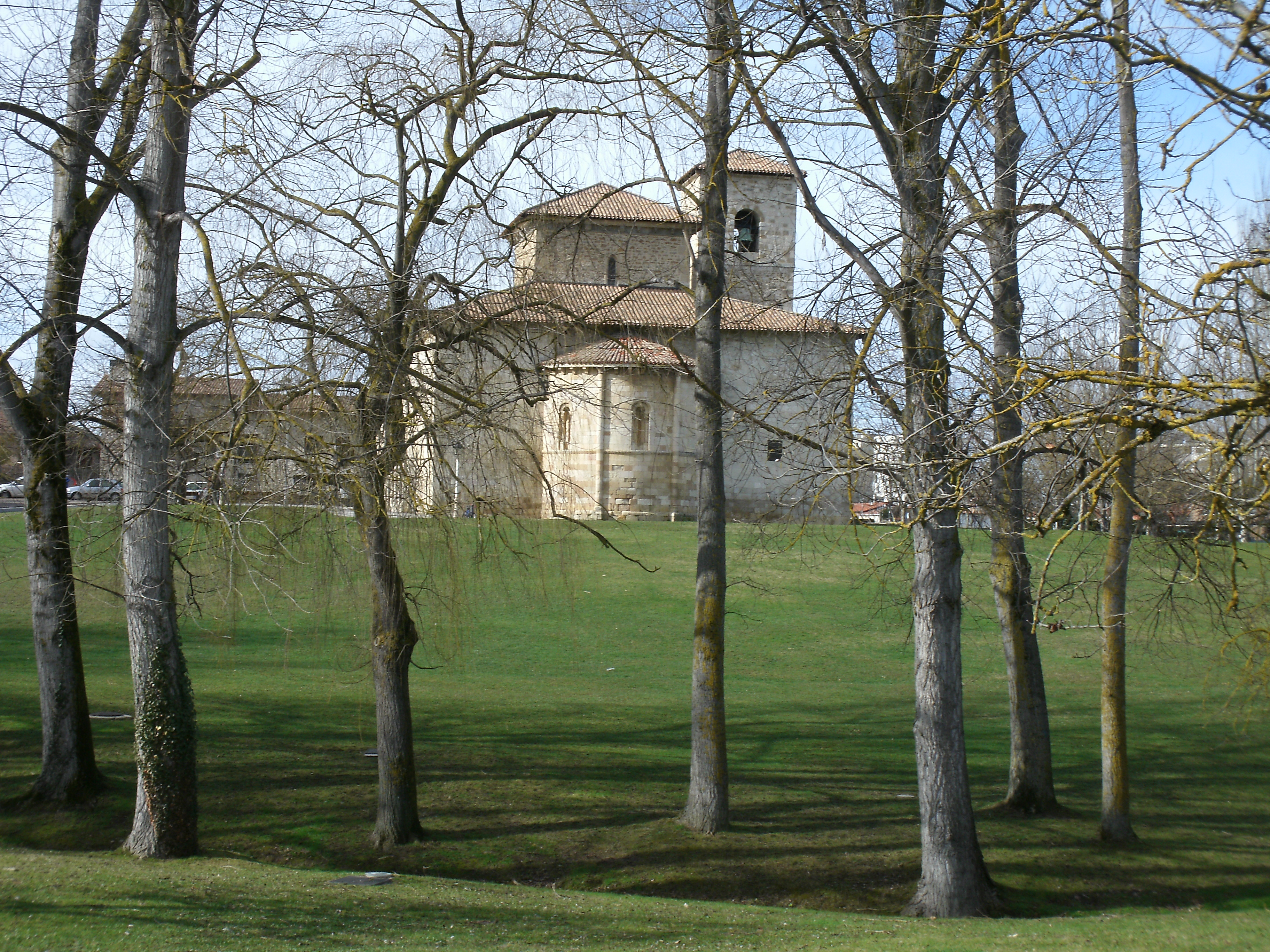
A San Prudencio-bazilika
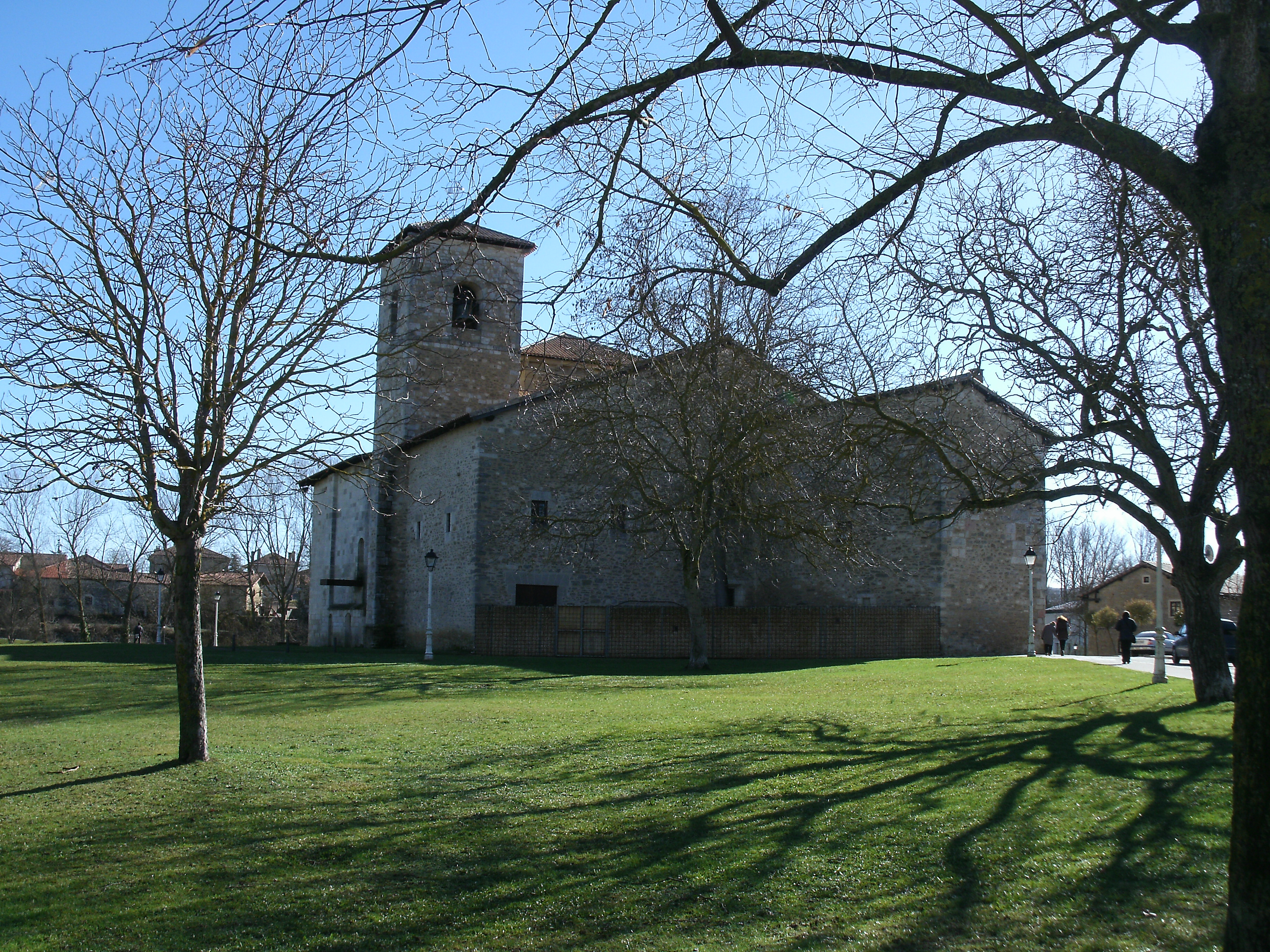
A bazilika
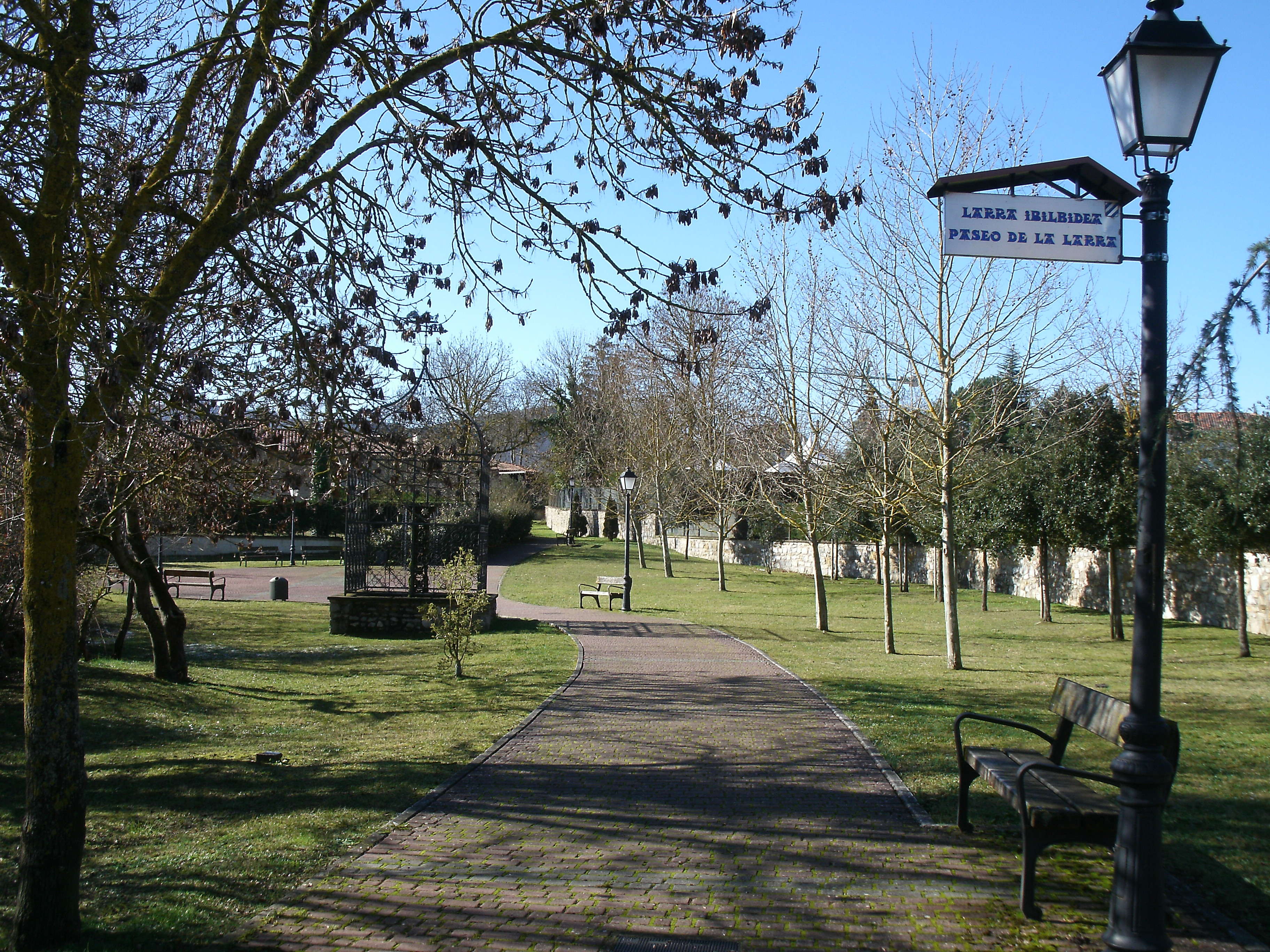
Larra gyalogút
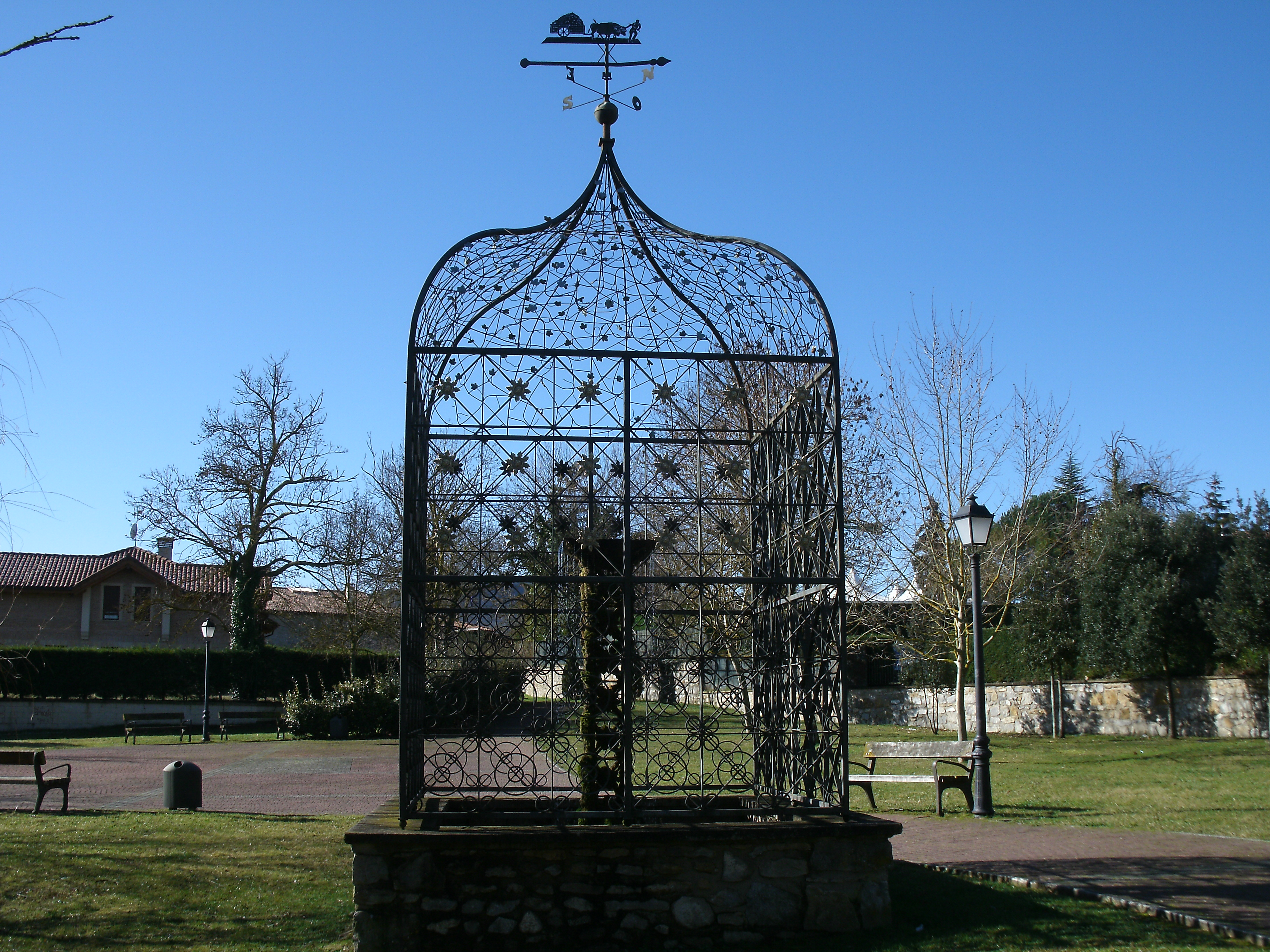
Szökőkút Armentiában
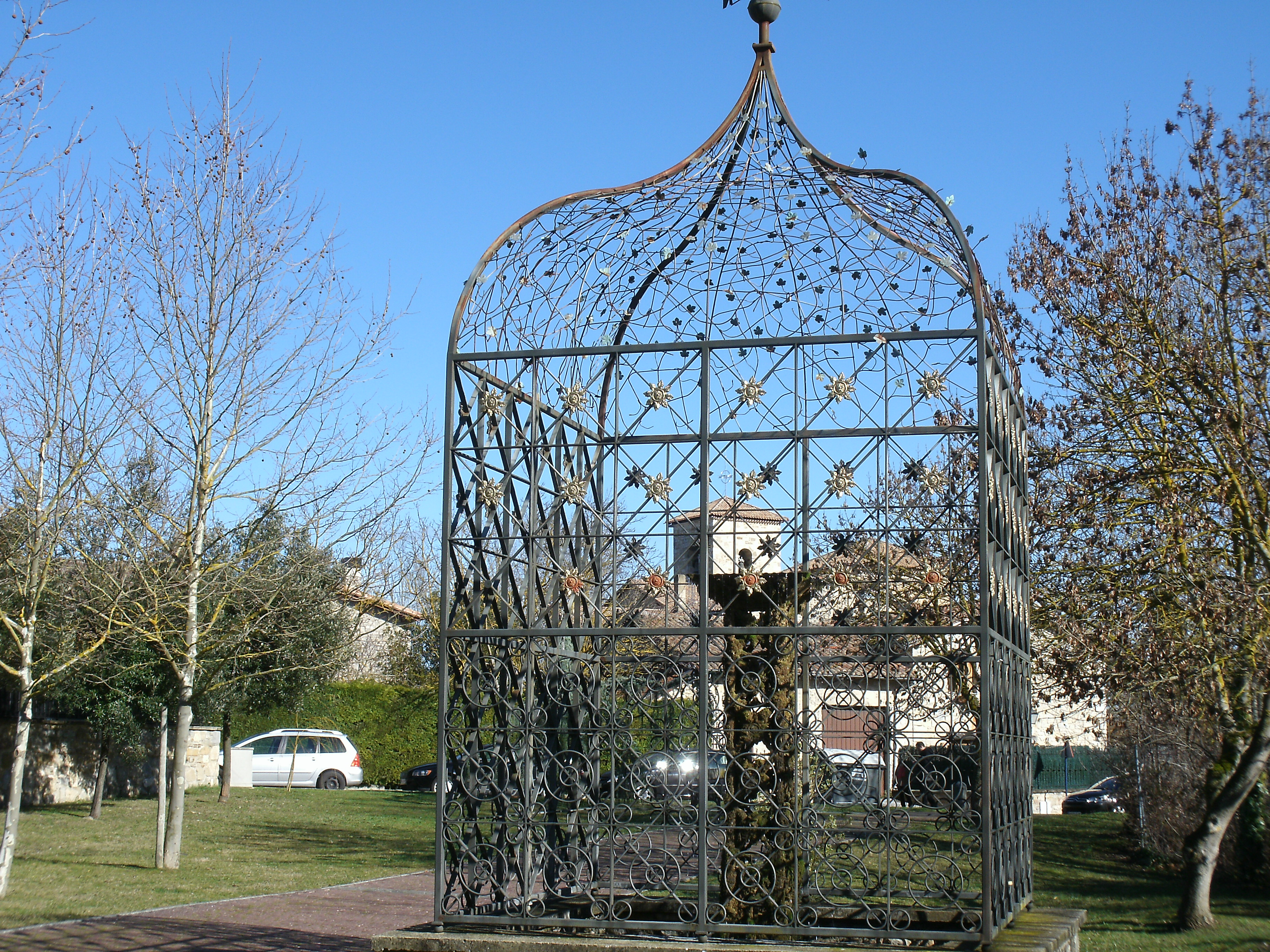
Szökőkút Armentiában
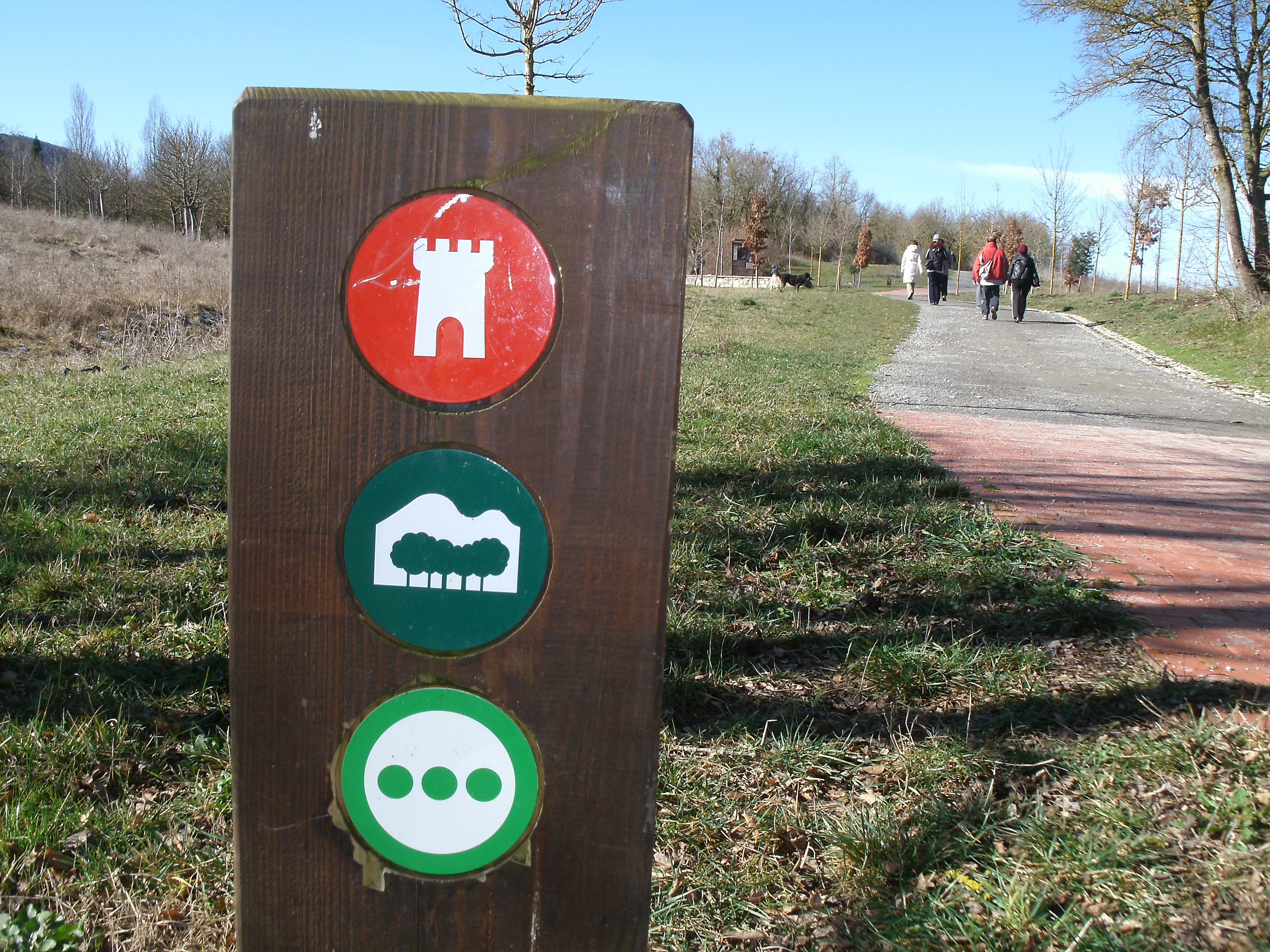
Jelölők különböző utakhoz az Armentia-parkban
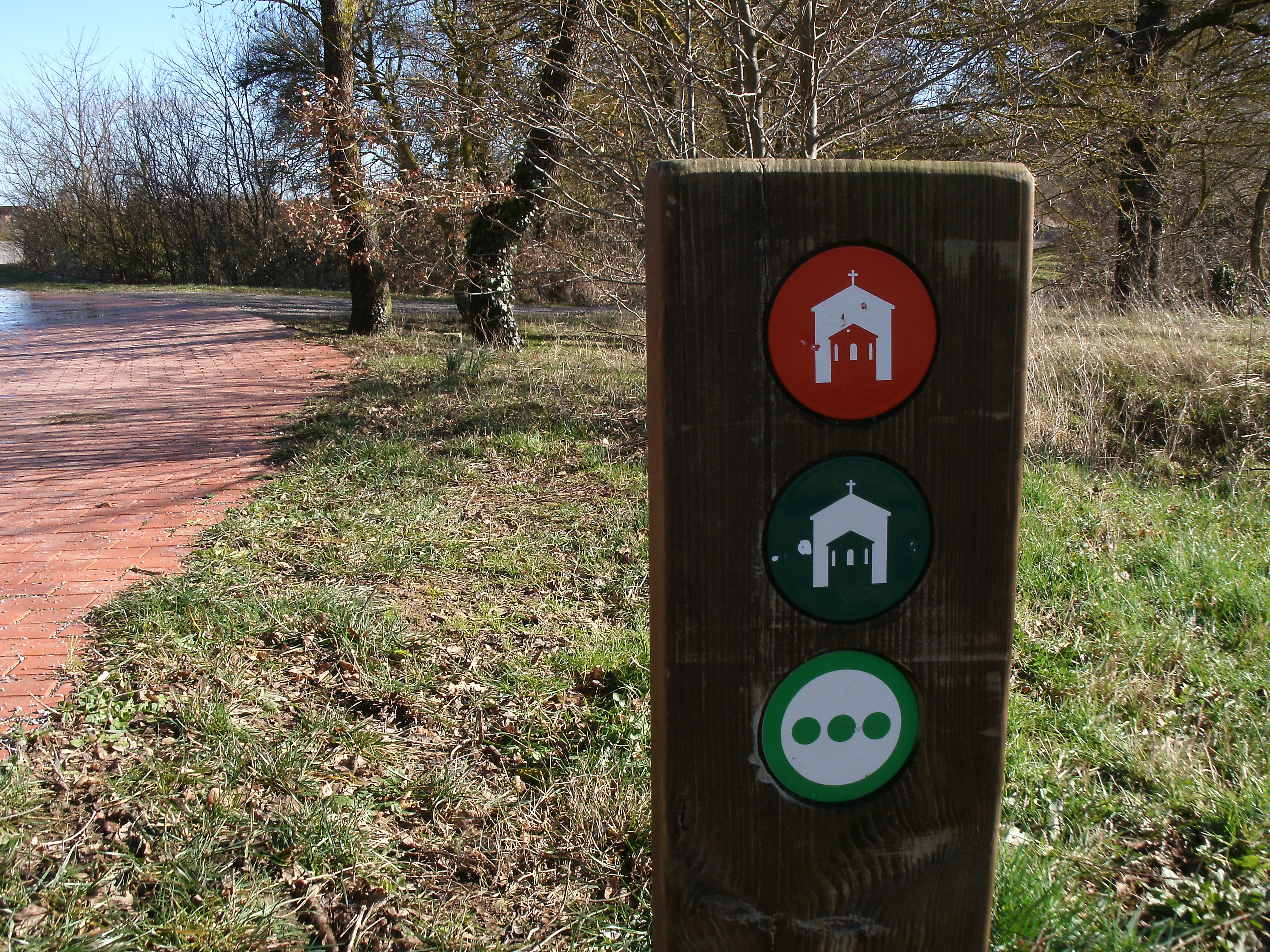
Jelölők különböző utakhoz az Armentia-parkban
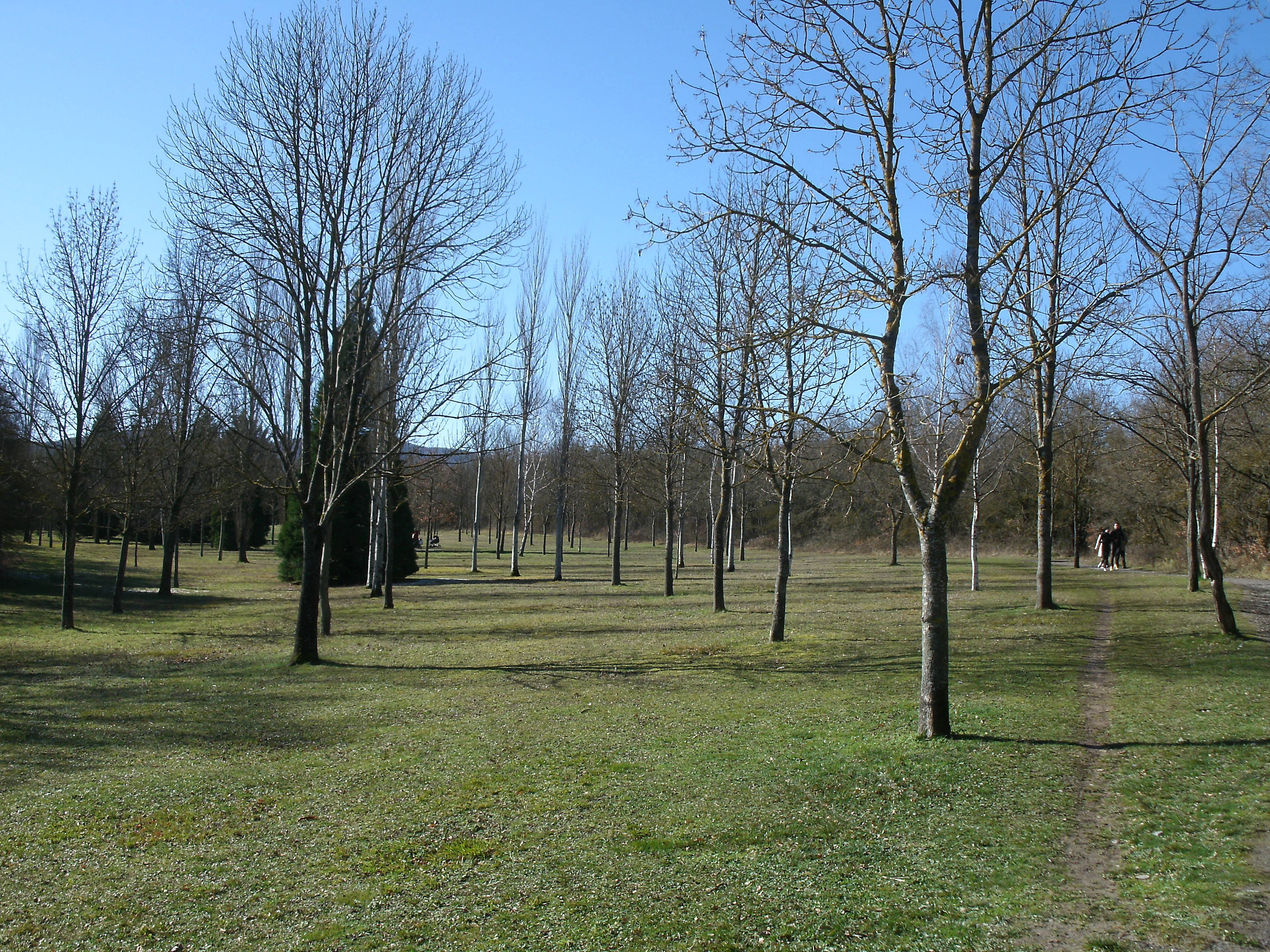
Az Armentia-park
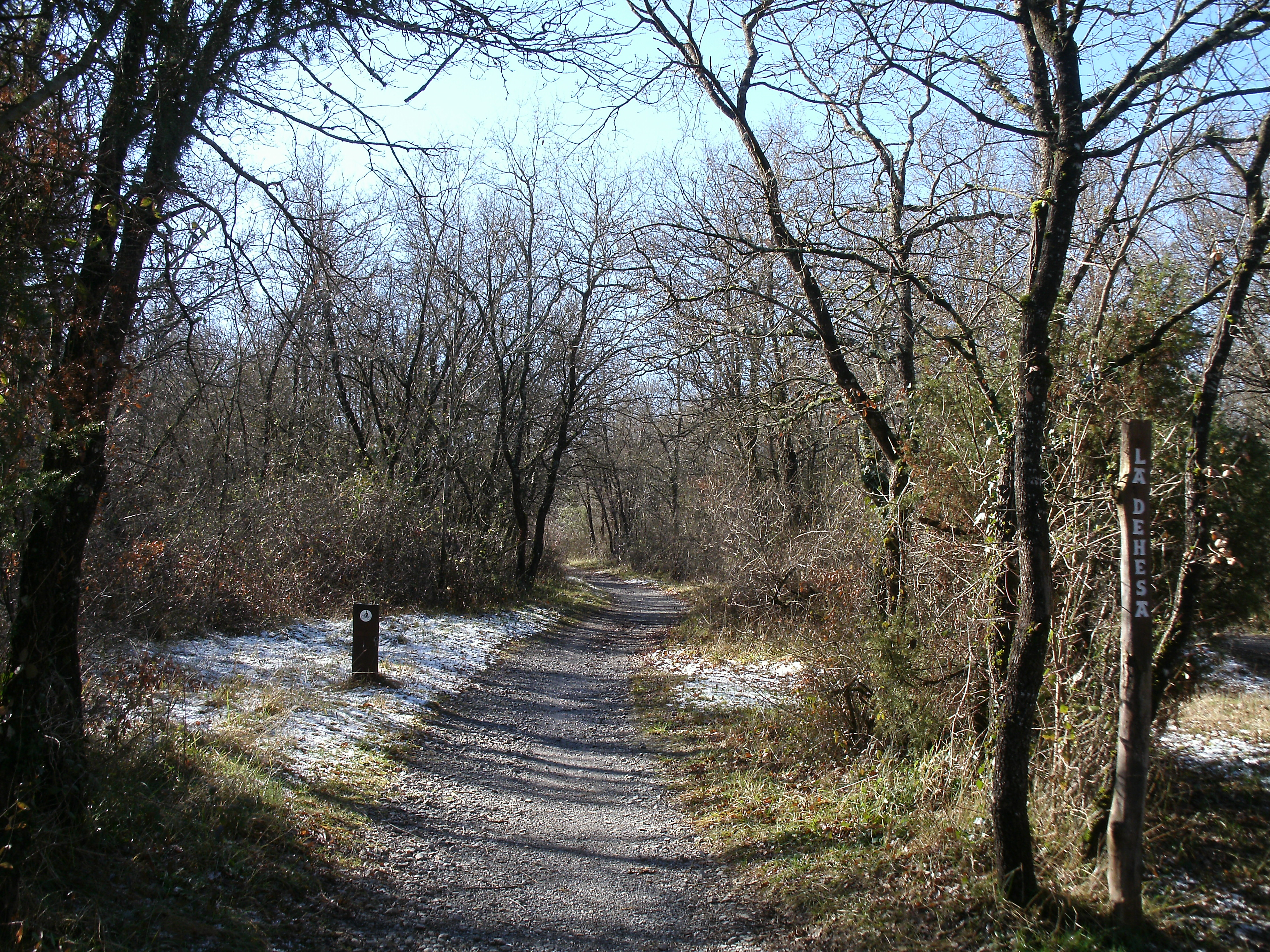
Az Armentia-park egy kis havazás után. La Dehesa
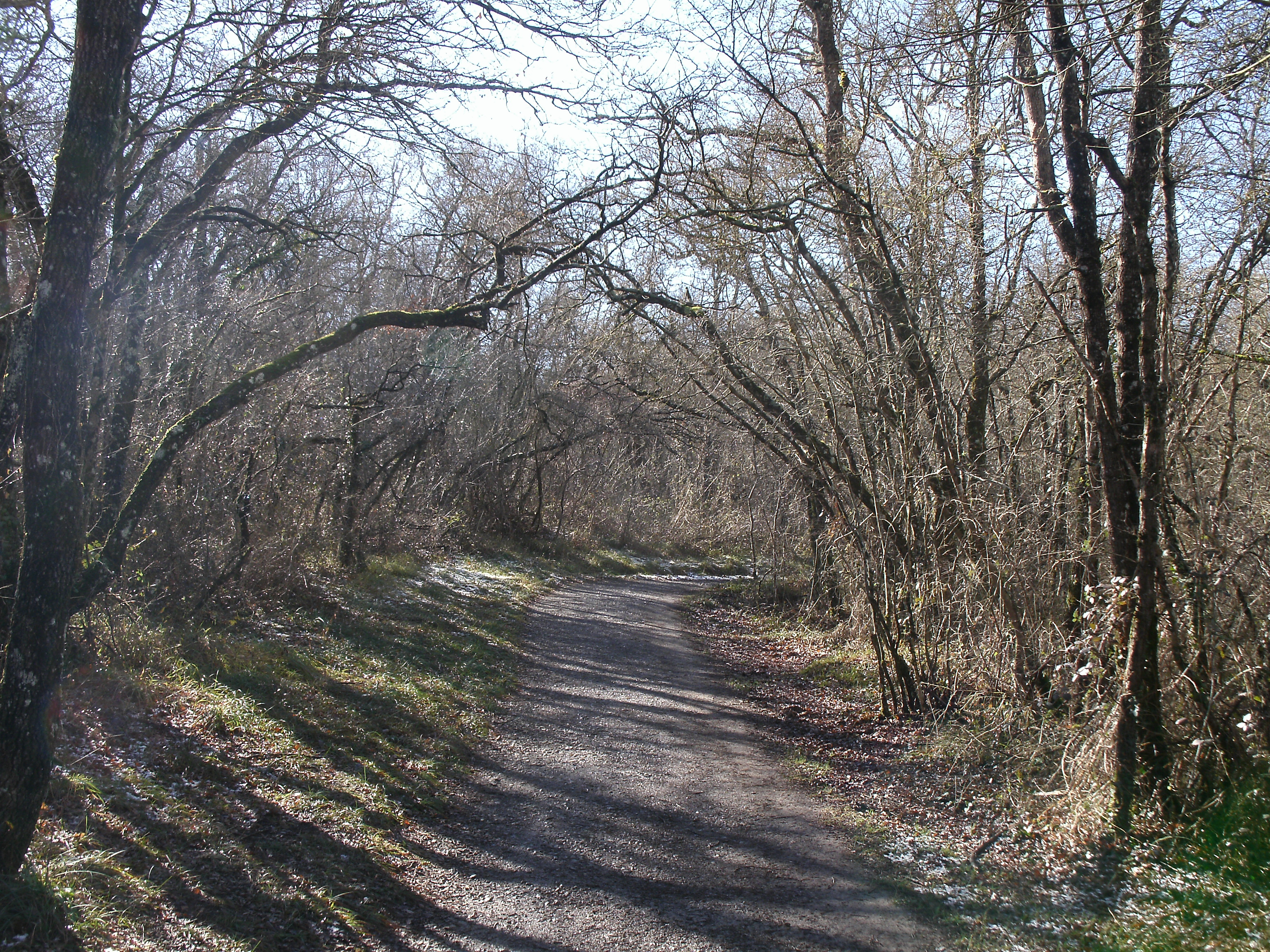
Az Armentia-park egy kis havazás után
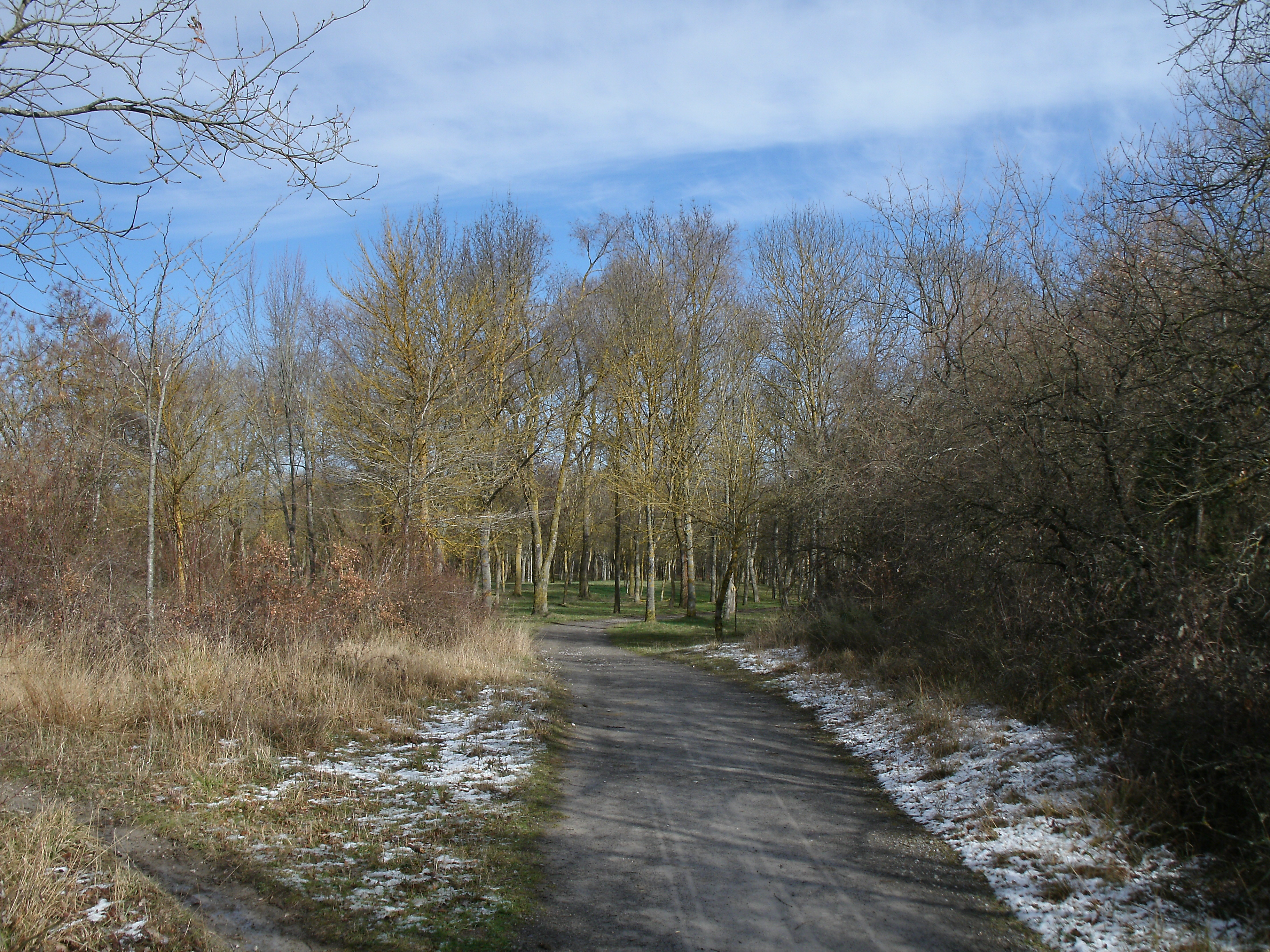
Az Armentia-park egy kis havazás után
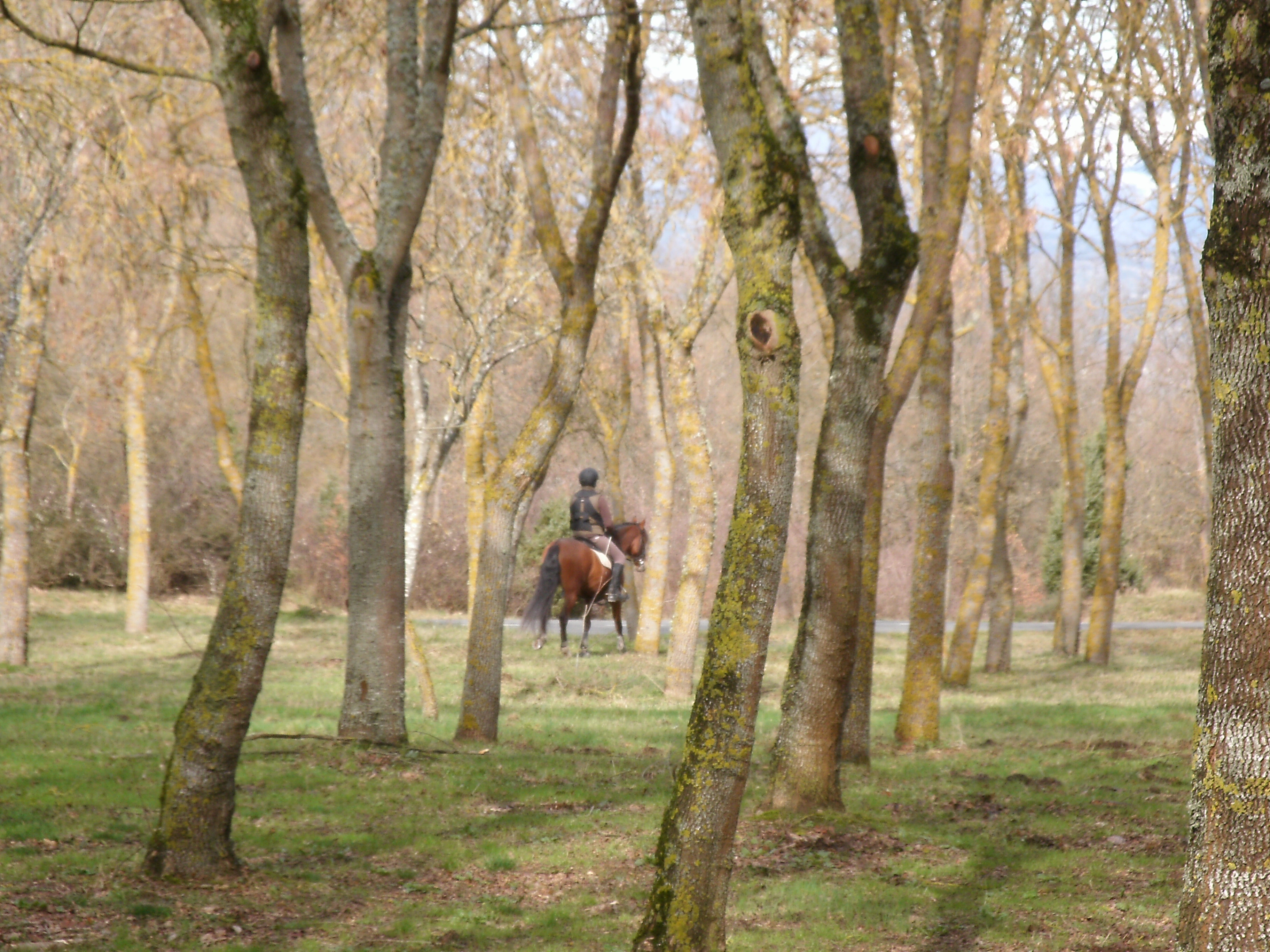
Lovas az Armentia-parkban
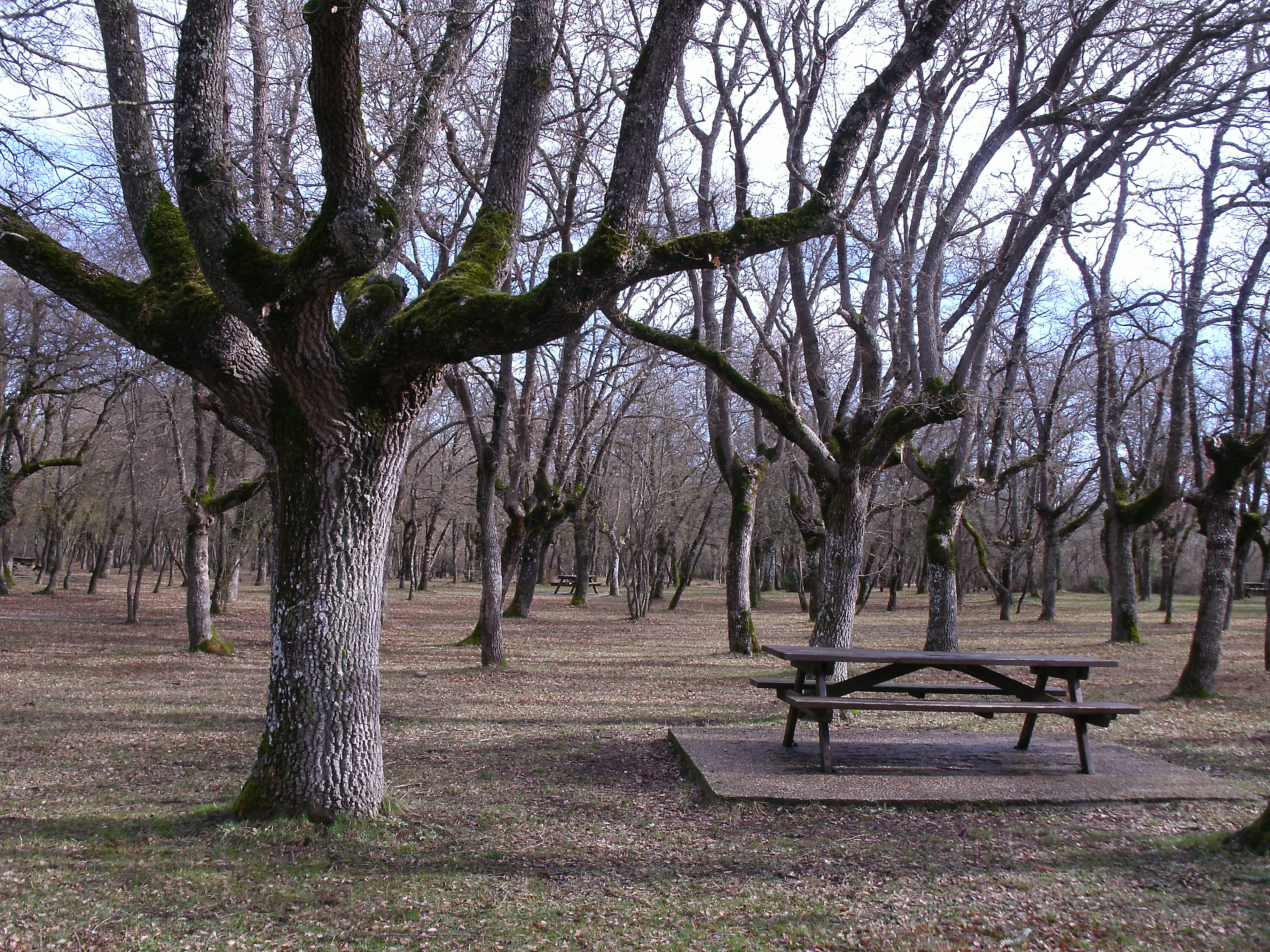
Armentia-park
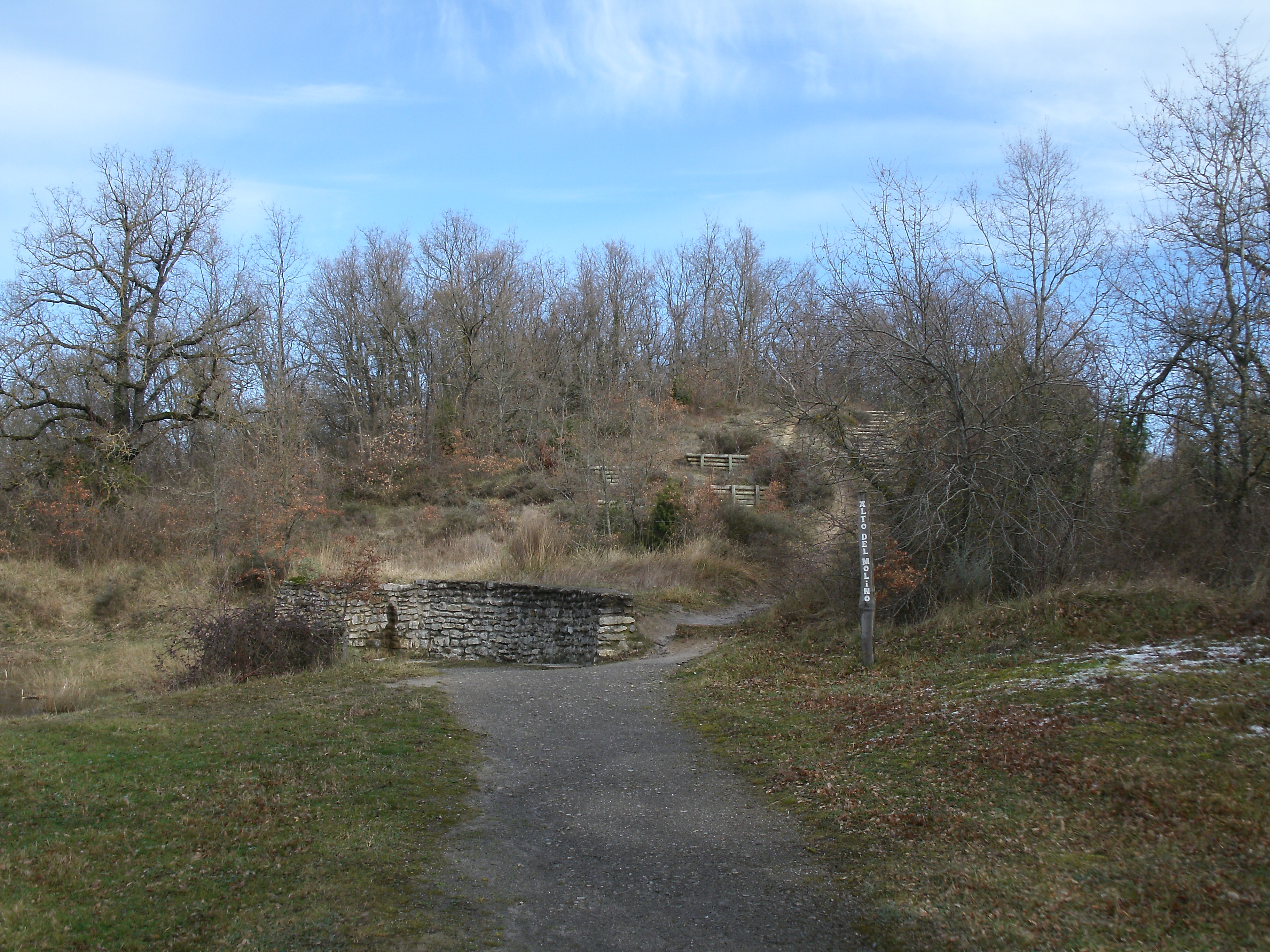
Armentia-park. Alto del Molino
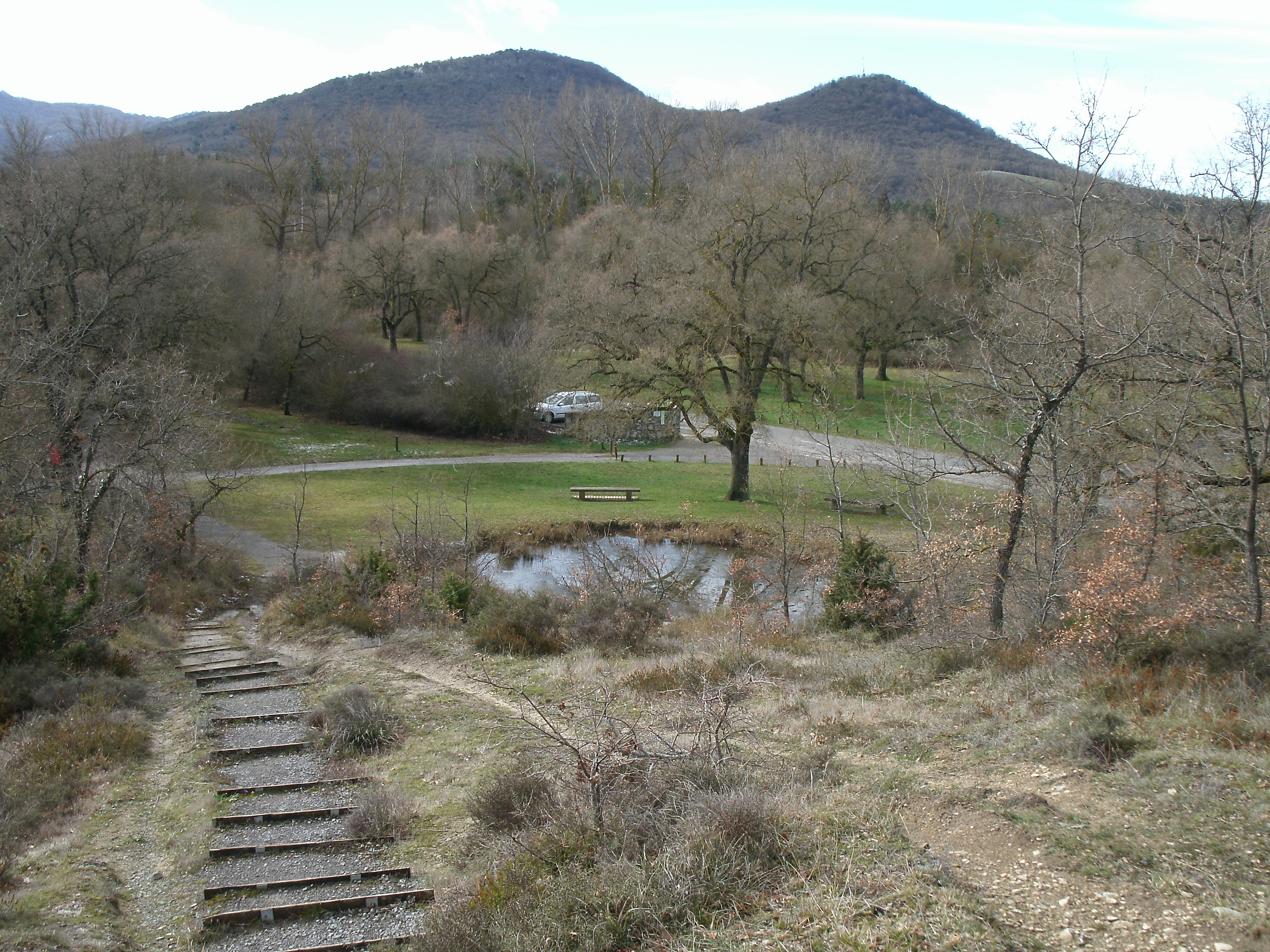
Armentia-park. Alto del Molino
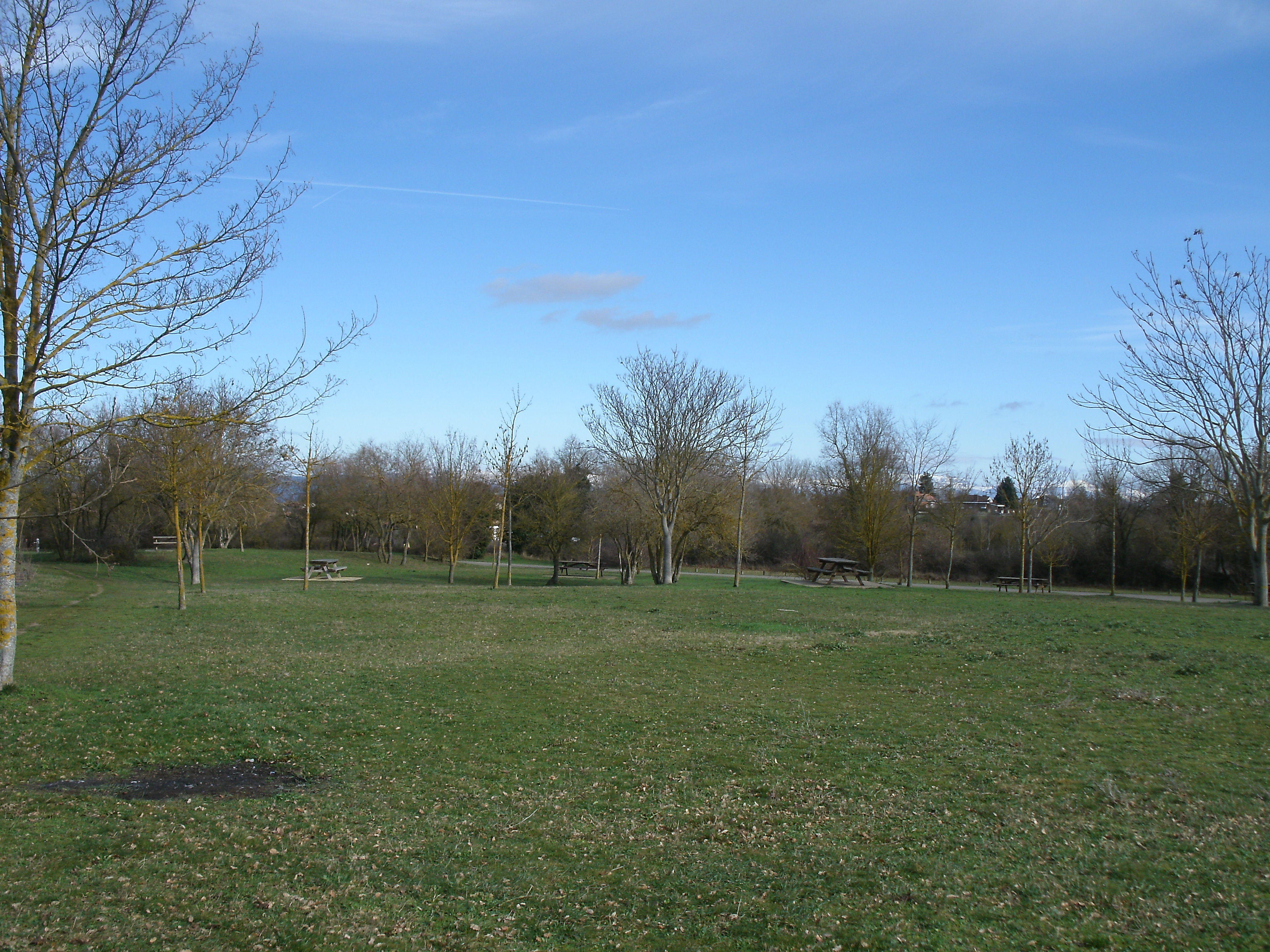
Armentia-park
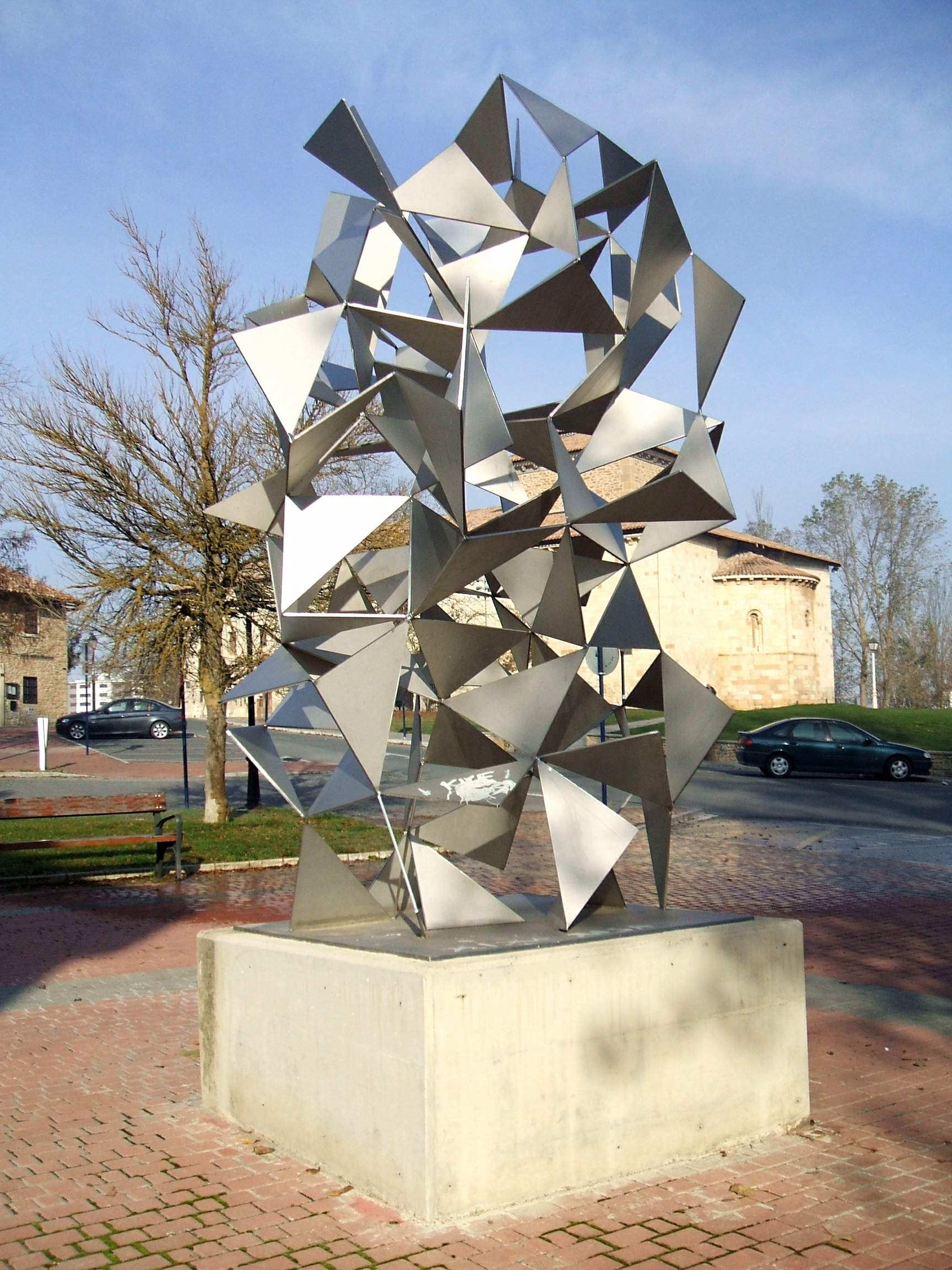
Az „Implozió” szobor Armentiában

## Fordítás
- Ez a szócikk részben vagy egészben  az   Armentia című angol Wikipédia-szócikk fordításán alapul.  Az eredeti cikk szerkesztőit annak laptörténete sorolja fel. Ez a jelzés csupán a megfogalmazás eredetét és a szerzői jogokat jelzi, nem szolgál a cikkben szereplő információk forrásmegjelöléseként.